# Tubize
Tubize (in neerlandese Tubeke) è un comune e città del Brabante Vallone situato a 6 km da Halle e a 25 km da Bruxelles.
L'origine del suo nome proviene da "Twee Beken" ovvero "due rive" il paese è infatti situato alla confluenza di due corsi d'acqua: la Senna e la Sennette.
Tubize è un centro commerciale e industriale che conta circa 22 000 abitanti e il suo territorio raggruppa 4 villaggi: Tubize, Clabecq, Saintes, Oisquercq.

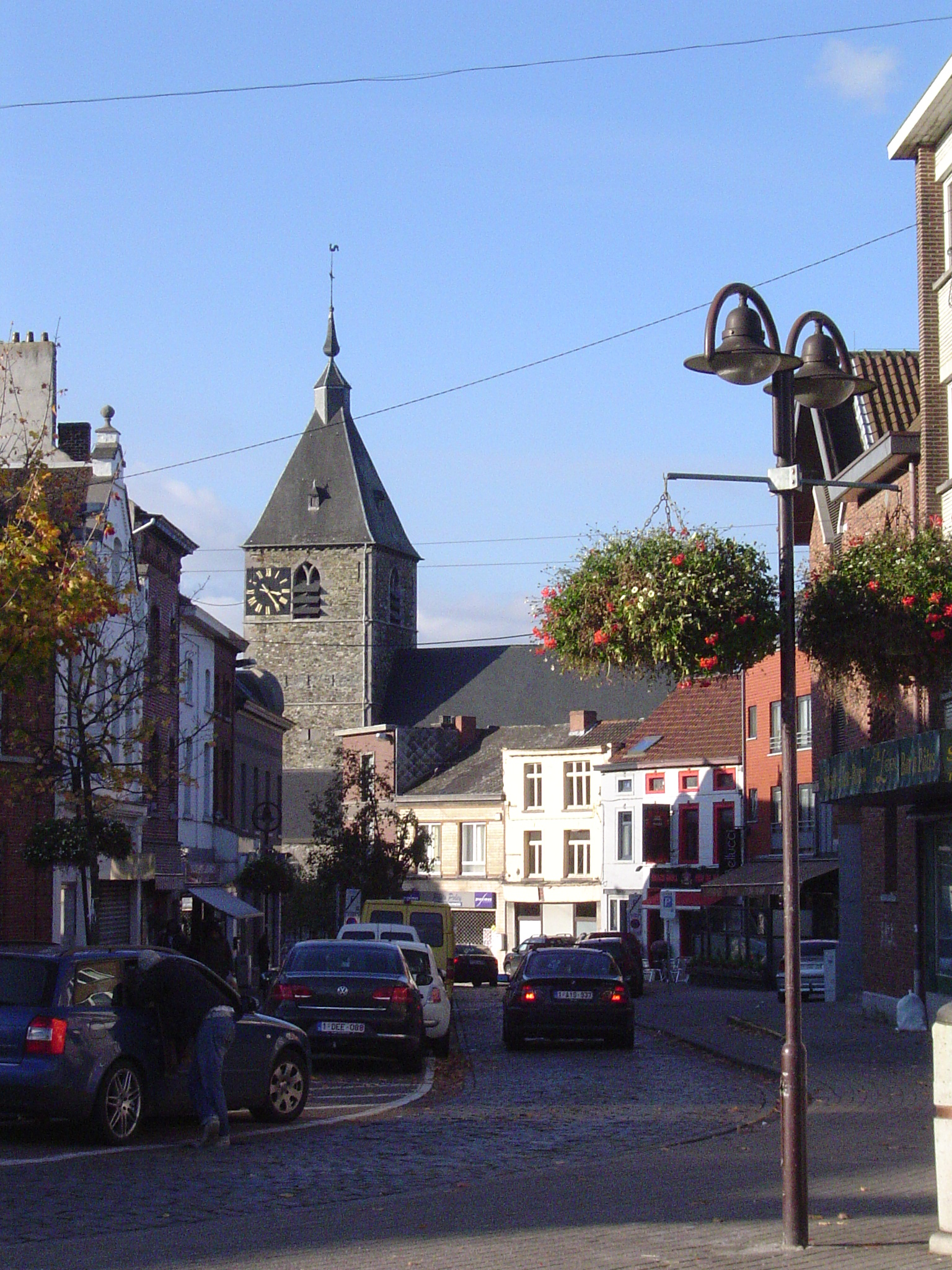
Tubize, centro

La città è nota per aver ospitato, a partire dal 1864, la sede principale della Société Anonyme la Métallurgique altrimenti nota proprio con l'appellativo di Tubize, storico costruttore di locomotive a vapore e automobili.

## Amministrazione

### Gemellaggi
- Scandiano